# Platymiscium urophyllum
Platymiscium urophyllum är en ärtväxtart som beskrevs av Hermann August Theodor Harms. Platymiscium urophyllum ingår i släktet Platymiscium och familjen ärtväxter. Inga underarter finns listade i Catalogue of Life.